# الوافي أحمد
الوافي أحمد المستور هو أبو أحمد الإمام عبد الله المستور الراضي بن محمد بن إسماعيل بن جعفر الصادق. ولد عام 179 هجري وتوفي عام 212 هجري ويعد الإمام الثامن للإسماعيلين بكافة طوائفهم.